# Исахаја
Исахаја (јап. 諫早市) град је у Јапану у префектури Нагасаки. Према попису становништва из 2005. у граду је живело 144.034 становника.

## Становништво
Према подацима са пописа, у граду је 2005. године живело 144.034 становника.
| 1995.   | 2000.   | 2005.   |
| ------- | ------- | ------- |
| 142.517 | 144.299 | 144.034 |